# Daucosterol
El daucosterol es un fitoesterol de origen natural. Es el glucósido del β-sitosterol.